# Lazăr Cârjan
Lazăr Cârjan (n. 29 iulie 1947, Bărbătești, Vâlcea) este un reprezentant de seamă al criminalisticii din România. A fost unul cei mai proeminenți ofițeri superiori de poliție. Actualmente este cadru universitar și scriitor de cărți de specialitate în domeniul juridic și în diverse alte domenii.

## Educație și formare
În perioada 1961 – 1965 a urmat Liceul Umanist din Petroșani obținând diploma de Bacalaureat. În perioada 1965 – 1968 a urmat școala de ofițeri de miliție de la Băneasa obținând gradul de locotenent la absolvire. În perioada 1965- 1971 a absolvit Universitatea București, Facultatea de Drept, fiind licențiat în drept. După aceea a absolvit în anul 1994 un Curs internațional de pregătire antidrog, Buenos Aires, Argentina și în 1997 un curs de pregătire antidrog, Blue Forces, Florida, SUA. Iar în perioada 1998 – 1999 a absolvit un Curs de ordine Publică, Marea Britanie; Curs internațional de management polițienesc, FBI, ILEA Budapesta, Ungaria.
Ulterior s-a dedicat carierei universitare  astfel că în anul 1999 a devenit  lector universitar prin concurs, Disciplina Criminalistică la Universitatea „Spiru Haret” București, Facultatea de Drept și Administrație Publică, 
A luat doctoratul în drept cu teza de doctorat „Combaterea criminalității la frontiera de stat a României” la Academia de Poliție „Alexandru Ioan Cuza”, București.
A absolvit în anul 1999 și un Curs intensiv de limbă engleză:”Keys to Professional English for Ministry of Interior Executives, București.
Iar în perioada  anilor 2000 – 2002 a absolvit și cursuri de perfecționare: „Amprentele genetice în arena justiției”, Institutul Național de Medicină Legală „Prof. Mina Minovici” București, cu participare internațională; „Antipiraterie software”, București.
Din anul 2003 este conferențiar universitar prin concurs, disciplinele Criminalistică și Drept Penal – Partea Specială(1,2), la Universitatea „Spiru Haret” București, Facultatea de Drept și Administrație Publică.
În anul 2004 a absolvit un Curs postuniversitar, Ministerul Administrației și Internelor-Centrul de Studii Postuniversitare, Jurnalism de investigație.
Din anul 2005 este profesor universitar la disciplinele Criminalistică și Drept Penal – Partea Specială(1,2)la Universitatea „Spiru Haret” București, Facultatea de Drept și Administrație Publică.
În perioada 2005 – 2009 este șeful Catedrei de Drept Public. Universitatea „Spiru Haret” București, Facultatea de Drept și Administrație Publică
În perioada 18 decembrie 2009 - 2012 este decanul facultății de Drept și Administrație Publică la Universitatea „Spiru Haret” București.
Experiența profesională a domnul Lazăr Cârjan începe în perioada anilor 1968 – 1973 când este ofițer de investigare a fraudelor la miliția municipiului Hunedoara. Ulterior în perioada 1973 – 1976 este ofițer de investigare a fraudelor la miliția orașului Călan-județul Hunedoara.
În perioada 1976 – 1979 este ofițer specialist la Serviciul de Comerț Exterior din cadrul Inspectoratului General al Miliției Române, Direcția Economică. În perioada anilor 1979 - 1980 este șeful miliței orașului Orăștie-județul Hunedoara. În perioada anilor 1980 – 1988 conduce serviciul de investigare a fraudelor la Inspectoratul de miliție al Județului Hunedoara. 
În perioada anilor 1988 – 1989 este adjunct al șefului miliției la Inspectoratul de miliție al Județului Bihor.
După revoluția din decembrie 1989 cariera domniei sale cunoaște un avânt deosebit astfel că în perioada anilor 1990 – 1997 este șeful Inspectoratului de Poliție al Județului Bihor.
Din anul 1997 până în 2002 este directorul Direcției Poliției Judiciare la Inspectoratul General al Poliției Române.
În perioada anilor 2002 – 2003 este consilier al secretarului de stat și prim-locțiitor al ministrului la Ministerul Administrației și Internelor,pentru ca în perioada anilor 2003 - 2005 să fie numit director adjunct la direcția de informare și relații publice  din cadrul aceluiași minister. 
Finalul de carieră îl găsește în perioada anilor 2005 - 2008 ca director general la Direcția Generală de Pașapoarte.
Se pensionează la data de 29 februarie 2008.
În ceea ce privește aptitudinile și competențele în domeniul literaturii juridice, a mass-mediei și a cercetării științifice de specialitate.
A publicat 31 de cărți, din care 9 autor unic, 8 după obținerea titlului de conferențiar universitar. 
Din totalul cărților publicate un număr de 10 sunt cursuri universitare validate în Consiliul Profesoral al Facultății de Drept și Administrație Publică.
A publicat 71 studii și articole, din care 7 în volume și reviste din străinătate și a realizat 82 emisiuni difuzate pe TVR Internațional cu tematici din domeniile Criminalisticii și Dreptului 
Penal, precum și 3 filme documentare.
A participat și prezentat un număr de 23 comunicări științifice din care 13 în străinătate la reuniuni internaționale  de prestigiu în Argentina, SUA, Germania, Olanda, Franța, Italia, Irlanda, Belgia, Cehia.
A participat și participă în mod curent la reuniunile științifice organizate de Asociația Criminaliștilor din România, precum și la întâlnirile organizate în țară și în străinătate de Asociația Internațională a Polițiștilor.
Aptitudini și competențe artistice.
A realizat 82 emisiuni la TVR Internațional sub genericul Misiune permanentă , difuzate în țările Europei, Americii de Nord și Africii de Nord și am publicat 32 interviuri în Revista “Poliția Româna” cu personalități ale științei și culturii românești.
Domnul Lazăr Cârjan a coordonat, în perioada 2003 – 2005, publicația trimestrială „Monitorul Cultural Educativ” al Ministerului Administrației și Internelor.
Este membru fondator al Asociației de Bibliografie din România (1991).
Este membru fondator al Fundației Gojdu (1996).
Este filatelist, specializat în depistarea falsurilor filatelice.
Totodată a publicat, în 2006, cu Mircea Gheorghe Manole, un „Catalog al mărcilor poștale românești”, vol. I.
În ceea ce privește aptitudinile și competențele sociale.
Este membru în Consiliul Științific al Revistei Române de Criminalistică din anul 1999.	     
A ocupat în perioada 2005-2008, funcția de Director general al Direcției Generale de Pașapoarte.
Este vicepreședinte al Asociației Internaționale a Polițiștilor – Secția Română, participând la reuniuni și conferințe internaționale în care sunt dezbătute probleme de Criminalistică și Drept Comparat.
Este prim-vicepreședinte al Asociației Criminaliștilor din România din 2003.
Este prim-vicepreședinte al Asociației Criminaliștilor din România din 2003.
Este președintele Asociației Criminaliștilor din România din 24 februarie 2011.
Este membru în Consiliul Științific al Revistei Române de Criminalistică din anul 1999.
Este președintele Consiliului Științific al Revistei Române de Criminalistică din februarie 2011
Este vicepreședinte al Asociației Internationale a Polițiștilor – Secția Română, participând la reuniuni și conferințe internaționale în care sunt dezbătute probleme de Criminalistică și Drept Comparat.
Este responsabil coordonator al Revistei IPA – Secția Română .
Din anul 2005 este Șef al Catedrei Drept Public a Facultății de Drept și Administrație Publică București din Universitatea „Spiru Haret”.
În calitate de șef disciplină Criminalistică și Drept Penal – Partea Specială al Universității „Spiru Haret”, exercită competențe de comunicare și asistență teritorială pentru studenții la Învățământ la Distanță din 43 de Centre Teritoriale ID.
În ceea ce privește recunoașterea, aprecierile științifice și profesionale în România și pe plan internațional.
A primit  diploma Prefecturii Navale a Argentinei (1994), diploma Jubiliară a Revistei “Pentru Patrie”;
A primit diploma eliberată de Președinția Argentinei pentru participarea la Cursul de pregătire antidrog (1994), diploma 
International Police Association – Secția Română (1998), diploma Biroului Național Interpol (1998), diploma de Onoare și Membru de Onoare al Asociației Naționale „Cultul Eroilor” (1998), certificatul de participare la Programul “Munca de Poliție în Marea Britanie, Regulamente și Munca Operativă”, Essex (1999), certificatul eliberat de Departamentul de Justiție al SUA, FBI, pentru participarea la Cursul “International Law enforcement executive forum”, Budapesta (1999), diploma de onoare “Mihai Eminescu” a Ligii Culturale pentru Unitatea Românilor (2000), diploma de onoare a Revistei Române de Criminalistică (2000), diplom de Onoare a Inspectoratului General al Poliției(2000), diploma de Merit a Ministerului Culturii și Cultelor pentru merite deosebite în cercetarea, conservarea, restaurarea, valorificarea și protejarea patrimoniului cultural național (2002), certificatul de Apreciere eliberat de Ministerul Administrației și Internelor din România și Tratatul Nord Atlantic pentru Contribuția la managementul consecințelor atacurilor teroriste (2003), certificatul de participare la al 67-lea Curs Internațional de Criminologie, București 2004, eliberat de Societatea Internațională de Criminologie și Societatea Română de Criminologie și Criminalistică (2004), diploma Asociației Luptătorilor din Decembrie 1989, Deva (2004). A primit Drapelul Statelor Unite ale Americii arborat pe Capitoliu la 13.07.2001, din partea lui Alan M. Hantman și Dave Weldon, împreună cu un atestat.
A mai primit diploma de Excelență a Centrului Cultural al Ministerului Administrației și Internelor (2004), diploma de onoare a Revistei Române de Criminalistică (2004), diploma de Onoare a Academiei de Poliție „Alexandru Ioan Cuza” și Asociației Criminaliștilor din România (2004), diploma de Excelență a Inspectoratului General  al Poliției Române – Institutul de Criminalistică (2005), diploma de Excelență a Inspectoratului General  al Poliției Române și Asociației Criminaliștilor din România (2005), diploma de onoare  a Asociației Criminaliștilor din România pentru realizarea unor studii și lucrări de valoare științifică în domeniul criminalisticii (2005), diploma Instituției Prefectului Județului Timiș pentru contribuția la aplicarea legislației privind libera circulație a persoanelor (2006);
A fost înaintat la gradul de General de brigadă în anul 1994;
A fost înaintat la gradul de Chestor principal de poliție în anul 2005;
Ordinele militare primite sunt următoarele: Ordinul „Meritul Militar” Clasa I (1995), Ordinul Steaua României în gradul de Cavaler (2000), Ordinul Bărbăție și Credință în grad de Ofițer (2007).
Lista de lucrări:
TEZA DE DOCTORAT: Combaterea criminalității la frontiera de stat a României”. Conducător științific : prof. univ. dr. VASILE DOBRINOIU, Academia de Poliție „Alexandru Ioan Cuza” București, 1999
- „ISTORIA POLIȚIEI ROMÂNE“ – (367 p), Editura „Vestala“, București, (ISBN 973-9418-05-8), 2000, 367 p.
- „DREPT PENAL ROMÂN – PARTEA GENERALÃ. NOTE DE CURS “ –Editura „Curtea Veche, București, (ISBN 973-8120-49-7), 2001, 301 p.
- „COMPENDIU DE CRIMINALISTICĂ. NOTE DE CURS“ –Editura „Curtea Veche“, București, (ISBN 973-8356-76-8), 2003, 224 p.
-  „CURS DE CRIMINALISTICĂ“ – (450 p),  Editura „Curtea Veche“, București, (ISBN 973-8356-77-6), 2003, 450 p.
-  „COMPENDIU DE CRIMINALISTICĂ “  ediția a II-a – Editura Fundației „România de Mâine“, București, (ISBN 973-582-858-8), 2004, 344 p.
-  „CRIMINALISTICĂ ȘI ȘTIINȚE DE CONTACT – BIBLIOGRAFIE SELECTIVĂ“ –Editura Ministerului Administrației și internelor, București, (ISBN 973-8307-50-3), 2004, 582 p.
-  „COMPENDIU DE CRIMINALISTICĂ “  ediția a III-a revăzută și adăugită – (384 p),  Editura Fundației „România de Mâine“, București, (ISBN 973-725-163-6), 2005, 384 p.
- „FUNDAMENTELE CRIMINALISTICII“ –Editura ERA (Universitatea Română de Științe și Arte Gheorghe Cristea, Institutul de Criminalistică din I.G.P.R., Asociația Criminaliștilor din România), București, (ISBN 973-8153-68-9), 2005, 239 p.
- „CRIMINALISTICĂ. TRATAT “ –Editura „Pinguin Book“, București, (ISBN 973-87323-3-6), 2005, 828 p.
- „CRIMINALISTICĂ ȘI ȘTIINȚE DE CONTACT – BIBLIOGRAFIE“ – Ediția a II-a revizuită și adăugită, Editura Ministerului Administrației și internelor, București, (ISBN 973-745-027-2), 2006, 624 p.
Ca și îndrumător a mai publicat alături de următorii autori:
- Vasile Lăpăduși, Adrian Florescu, Mircea Marin, Titus Duță, Doru Popovici, Ion Enache: „CRIMINALISTICA - MILENIUL III“, Editura „Little Star Impex“ S.R.L., București, (ISBN  973-0-002203-8), 2001, 336 p.
- Vasile Lăpăduși, Iancu Ștefan, Dan Voinea, „REALITĂȚI ȘI PERSPECTIVE ÎN CRIMINALISTICĂ”, București, (ISBN  973-0-02917-2), 2003, 378 p.  
- Vasile Lăpăduși, Iancu Ștefan, Dan Voinea, Gavril Dorelu Țărmurean, „INVESTIGAREA CRIMINALISTICĂ A LOCULUI FAPTEI“. București, (ISBN  973-86311-5-7), 2004, 541 p.  
- Vasile Lăpăduși, Iancu Ștefan, Dan Voinea, Gheorghe Popa, Gavril Dorelu Țărmurean, „ROLUL ȘI CONTRIBUȚIA PROBELOR CRIMINALISTICE ȘI MEDICO-LEGALE ÎN STABILIREA ADEVĂRULUI”. Editura „Luceafărul” (ISBN  973-86931-1-x), 2005, 447 p.
- Vasile Lepăduși, Gheoghe Popa, Iancu Ștefan, Dan Voinea, Gavril Dorelu Țărmurean, „METODE ȘI TEHNICI DE IDENTIFICARE CRIMINALISTICĂ”, Editura și Tipografia  „Luceafărul” (ISBN 973-86931-7-9), 2006, 480 p.
- Vasile Lepăduși, Gheoghe Popa, Iancu Ștefan, Gavril Dorelu Țărmurean, Vasile Bercheșan, „CONTRIBUȚIA CRIMINALISTICII LA INVESTIGAREA ACTELOR TERORISTE ȘI A ALTOR EVENIMENTE CU CONSECINȚE GRAVE” , Editura și Tipografia  „Luceafărul” (ISBN <10> 973-1751-01-7, <13> 978-973-1751-01-6, 2007, 454 p.
- Vasile Lăpăduși, Gheorghe Popa, Dan Voinea, Iancu Ștefan, Gavril Dorelu Țărmurean, „INVESTIGAREA CRIMINALISTICĂ A ACCIDENTELOR RUTIERE. CONTRIBUȚIA MASS-MEDIA ÎN PREVENIREA ACESTORA”, Editura și Tipografia  „Luceafărul”, 2008, 549 p.
- Gheorghe Danci,Ioan Gorgotă, Vasile Vancea, Laurențiu Badin, METODOLOGIA INVESTIGĂRII CRIMINALISTICE A FAPTELOR DE CORUPȚIE, Editura EUROTIP, Baia Mare, 2008, 320 p.
A mai participat ca autor în volume colective alături de:
- Traian Tandin, „POLIȚIA ROMÂNÃ REDIVIVA“–Editura „Călăuza“, Deva, (ISBN 973-9418-05-8), 2000, 273 p.
- Nicolae Bițu, Marian Speriatu, „GHID DE CONVERSAȚIE ROMÂN-RROM (ȚIGÃNESC) ÎN GRAI CÃLDÃRÃRESC - PENTRU UZUL POLIȚIȘTILOR, MAGISTRAȚILOR ȘI NU NUMAI“ – grafică de Florin Preda-Dochinoiu, Editura „Curtea Veche“, București, (ISBN 973-8120-54-3), 2001, 275 p.
- Nicolae Bițu, Marian Speriatu, „DICȚIONAR ROMÂN-RROM (ȚIGÃNESC) ȘI DICȚIONAR RROM (ȚIGÃNESC)-ROMÂN ÎN GRAI CÃLDÃRÃRESC - PENTRU UZUL POLIȚIȘTILOR, MAGISTRAȚILOR ȘI NU NUMAI“ – cuvânt înainte de George Astaloși, Editura „Curtea Veche“, București, (ISBN 973-8120-53-5), 2001, 90 p. + 54 p.
- Ștefan Roșu, Marian Speriatu, Ionel Cristea, „GHID DE CONVERSAȚIE ROMÂN-RROM (ȚIGÃNESC) ÎN GRAI SPOITORESC - PENTRU UZUL POLIȚIȘTILOR, MAGISTRAȚILOR ȘI NU NUMAI“ – grafică de Florin Preda-Dochinoiu, Editura „Curtea Veche“, București, (ISBN 973-8120-61-6), 2001, 283 p.
- Ștefan Roșu, Marian Speriatu, Ionel Cristea, „DICȚIONAR ROMÂN-RROM (ȚIGÃNESC) ȘI RROM (ȚIGÃNESC)-ROMÂN ÎN GRAI SPOITORESC - PENTRU UZUL POLIȚIȘTILOR, MAGISTRAȚILOR ȘI NU NUMAI“ –Editura „Curtea Veche“, București, (ISBN 973-8120-60-8), 2001, 81 p + 45  p.
- Paul Ștefănescu, „ȘTIINȚÃ VERSUS CRIMÃ. CRIMINOLOGIE, CRIMINALISTICÃ, MEDICINÃ LEGALÃ“ –Editura Curtea Veche, București, (ISBN 973-8120-82-9), 2001, 638 p.
- Vasile Lăpăduși, Constantin Gâdea, „CRIMINALISTICA - ALMANAH 2002“   –Editura „Little Star Impex“ S.R.L., București, (ISBN 973-0-02481-2), 2001, 320 p.
- Mircea Gheorghe Manole, “CATALOGUL TIMBRELOR POȘTALE ROMÂNEȘTI” vol.1, 1858-1947, Enciclopedia RAO, București, 2006, 348 p.
- Aurel Vasile Sime, “MANUALUL POLIȚISTULUI DE PAȘAPOARTE” Editura Ministerului Administrației și internelor, București, 2006, 335 p. +  21 planșe color.
- Mihai Chiper, COMPENDIU DE CRIMINALISTICĂ, Ediția a-IV-a, revizuită și adăugită, în curs de tipărire la Editura Curtea Veche, București, 2008, aprox. 500 p.
Edițiile critice și prefațate de Lazăr Cârjan au fost următoarele:
- Nicolae Minovici, „TATUAJELE ÎN ROMÂNIA” (titlul original: „TATUAJURILE ÎN ROMÂNIA”, Stab. grafic I.V. Socecu, Institutul medico-legal din Bucuresci, 1898, IX + 145 pg cu ilustr. + 7 f. + 59 f. pl. ), Ediție critică și prefață de Lazăr Cârjan, Editura Curtea Veche, București, 2007.
- Nicolae Minovici, „STUDIU ASUPRA SPÂNZURĂRII” (titlul original: „STUDIU ASUPRA SPÂNZURĂREI”, Atel. Grafic I.V. Socecu, Institutul medico-legal din Bucuresci, 1904, VI + 239 pg. cu ilustr. ), , Editura Curtea Veche, București, 2007.
Articolele și studiile publicate în reviste de specialitate sunt următoarele:
- „Incursiune în istoria criminalisticii românești“ – în Revista „Criminalistica“, nr. 1, anul I, martie 1999, p. 2-3 (împreună cu Titus Duță).
- „Din activitatea criminaliștilor francezi“ – în Revista „Criminalistica“, nr. 2, anul I, mai 1999, p. 29;
- „O dinamică a speranței. Considerații asupra evoluției infracțiunilor de natură judiciară în semestrul I 1999“ – în Revista „Criminalistica“, nr. 3, anul I, iulie 1999, p. 2-3;
- „Poliția împotriva noilor droguri“ – în Revista „Criminalistica“, nr. 3, anul I, septembrie 1999, p. 9-10;
- „Combaterea criminalității în ciberspațiu“ – în Revista „Criminalistica“, nr. 5, anul I, noiembrie 1999, p. 13;
- „Noi elemente pentru stabilirea vechimii cernelurilor“– în Revista „Criminalistica“, nr. 2, anul II, martie 2000, p. 2-3;
- „Noutăți în metodologia urmăririi generale“– în Revista „Criminalistica“, nr. 3, anul II, mai 2000, p. 8-9;
- „Amprenta digitală“– în Revista „Criminalistica“, nr. 4, anul II, iulie 2000, p. 26-27 (împreună cu Nicolae Văduva);
- „Crima din strada «Dreptății»“ – în Revista „Criminalistica“, nr. 6, anul II, 2000, p.;3-5;
- „Cadavrul din râul «Mort»“ – în Revista „Criminalistica“, nr. 1, anul III, februarie 2001, p. 9-12 (împreună cu Vasile Lăpăduși și Sorinel Cărăușu);
- „«Haiducul» din satul Sen“– în Revista „Criminalistica“, nr. 3, anul III, mai 2001, p. 3-6 (împreună cu Vasile Lăpăduși și Adrian Florescu);
- „Pedofilia - O încălcare gravă a libertății și moralității vieții sexuale“– în Revista „Criminalistica“, nr. 3, anul III, mai 2001, p. 10-12 (împreună cu Titus Duță și Ioan Ciobanu);
- „Moarte naturală sau moarte provocată?“ – în Revista „Criminalistica“, nr. 4, anul III, iulie 2001, p. 22-23 (împreună cu Paul Ștefănescu);
- „Enigma cadavrului din pădurea Bucești“– în Revista „Criminalistica“, nr. 4, anul III, iulie 2001, p. 29-30 (împreună cu Titi Moraru);
- „Ucigașul din Râmnicelu“– în Revista „Criminalistica“, nr. 5, anul III, august 2001, p. 9-11 (împreună cu Vasile Lăpăduși);
- „Depesajul criminal“– în Revista „Criminalistica“, nr. 5, anul III, august 2001, p. 15-18 (împreună cu Vasile Lăpăduși);
- „Istoria criminalisticii în date (1)“ – în Revista „Criminalistica“, nr. 5, anul III, august 2001, p. 28;
- „Triplu asasinat la motelul «Moara grecilor»“ – în Revista „Criminalistica“, nr. 6, anul III, noiembrie 2001, p.;3-5;
- „Moartea unei prostituate“– în Revista „Criminalistica“, nr. 6, anul III, noiembrie 2001, p.;18-21 (împreună cu Vasile Lăpăduși);
- „Perversiuni sexuale“ – în „Criminalistica - Mileniul III“, Editura „Little Star Impex“ S.R.L., București, 2001, p.;97-113 (împreună cu Ioan Ciobanu);
- „Chipul tâlharului în memoria victimei“ – în „Criminalistica - Mileniul III“, Editura „Little Star Impex“ S.R.L., București, 2001, p.;293-296 (împreună cu Viorel Suciu);
- „Sărăcia generează fapte antisociale“ – în „Criminalistica - Mileniul III“, Editura „Little Star Impex“ S.R.L., București, 2001, p.;296-299 (împreună cu Vasile Lăpăduși);
- „A început prin a-mi relata cum și-a omorât soția“ – în „Criminalistica - Mileniul III“, Editura „Little Star Impex“ S.R.L., București, 2001, p.;299-303 (împreună cu Ion Enache);
- „Incident de tragere sau omor comis cu bună știință?“ – în „Criminalistica - Mileniul III“, Editura „Little Star Impex“ S.R.L., București, 2001, p.;303-306 (împreună cu Vasile Lăpăduși);
- „Criminalitatea nu este o fatalitate“ – în „Dimineața“ nr. 99, anul XII, 05.03.2001 (3032), p.;4-5;
- „S.O.S. Patrimoniul cultural național“ – în „Dimineața“, nr. 104, anul XII, 12.03.2001 (3038), p.;9;
- „Pedofilia, «dragostea» care ucide suflete“ – în „Dimineața“, nr. 171, anul XII, 19.06.2001 (3099), p.;9;
- „Lunga vară fierbinte a hoților de mașini“ – în „Dimineața“, nr. 203, anul XII, 03.08.2001 (3132), p.;4-5;
- „Studiu privind criminalitatea prin violență - Partea I“ – în „Poliția română“, nr. 47, anul XI, 22-28.11.2000 (556), p.;6;
- „Studiu privind criminalitatea prin violență - Partea a II-a“ – în „Poliția română“, nr. 48, anul XI, 29.11.-05.12.2000 (557), p.;6;
- „Optimizarea activității de prindere a urmăriților“ – în „Poliția română“, nr. 17, anul XII, 25.04.- 01.05.2001 (578), p.;11;
- „Cazul «Peiu» a zguduit Giurgiul“ – în „Poliția română“, nr. 30, anul XII, 25-31.07.2001 (591), p.;8-9 (împreună cu Vasile Lăpăduși);
- „Dublu asasinat pentru o bucată de slănină“ – în „Poliția română“, nr. 35, anul XII, 29.08-04.09.2001 (596), p.;8-9 (în colaborare cu Vasile Lăpăduși);
- „Prostituția - o meserie riscantă“ – în „Poliția română“, nr. 37, anul XII, 12-18.09.2001 (598) (în colaborare cu Vasile Lăpăduși);
- „După aproape șapte ani, haita ucigașă de pe strada… Lupu a fost identificată“ – în „Poliția română“, nr. 46, anul XII, 14-20.11.2001 (607), p.;8-9 (împreună cu Vasile Lăpăduși);
- „Peste 30 de ani în slujba internațională a polițiștilor“ – în Revista „Criminalistica“, nr. 1, anul IV, ianuarie 2002, p.;19-20;
- „Criminalul din Tântava, după ce și-a văzut portretul în ziar s-a predat“ – în Revista „Criminalistica“, anul IV, ianuarie 2002, p.;21-23;
- „Ucigașul de sub cagulă era fiul victimei“ – în Revista „Criminalistica“, nr. 2, anul IV, martie 2002, p.;9-11;
- “Expertizele criminalistice și medico-legale au confirmat rezultatele muncii informative“ – în Revista „Criminalistica“, nr. 3, anul IV, mai 2002, p.;25-28;
- „Sfaturi aducătoare de moarte“ – în Revista „Criminalistica“, nr. 4, anul IV, iulie 2002, p.;19-21;
- „Fapte comise cu ferocitate de un grup organizat“ (împreună cu Vasile Lăpăduși) – în Revista „Criminalistica“, nr. 5, anul IV, septembrie 2002, p.;17-20;
- „O cauză rămasă cu autori neidentificați“ – în Revista „Criminalistica“, nr. 5, anul IV, septembrie 2002, p.;7-8;
- „Mama a vândut pontul… iar fiul a ucis cu bestialitate“ (împreună cu Vasile Lăpăduși) – în Revista “Criminalistica” nr. 6, anul IV, noiembrie 2002, p.;20-23.
- „Valea Popii zguduită de o oribilă crimă” (împreună cu Vasile Lăpăduși) – în „Poliția română“ nr.7, anul XIV, p.;12.
- „Cele 7 întrebări fundamentale ale investigării criminalistice a omorului“, colocviu internațional, 6-7 octombrie 2002, București. Lucrarea a fost tipărită în volumul „Realități și perspective în Criminalistică”, București, 2003. 
- „Crima din Valea Popii“ – în Criminalistica, anul V, nr.2, martie 2003,
- „Moartea dramatică a unei taximetriste“ (împreună cu Gheorghe Cheregi) – în Criminalistica, anul V, nr.4, iulie 2003, p.;6-8.
- „Răzbunare probată prin mijloace criminalistice și penale“ (împreună cu Ionuț Crăc, I.P.J. Gorj) – în Criminalistica, anul V, nr. 5, septembrie 2003, p.;11-13.
- „Investigarea video l-a demascat pe criminal“ (împreună cu Florin Bobin) – în Criminalistica, anul V, nr. 6, noiembrie 2003, p.;35-36.
- „Din istoria criminalisticii, I, Momente memorabile ale formării Criminalisticii Academia Națională de Poliție a Biroului Federal de Investigații al S.U.A.” , în Revista  Criminalistica, anul VII, nr. 2, martie 2005, p.;31-32; II, Revista Criminalistica, anul VII, nr. 3, mai 2005, p.;41-42.
- „Criminalistica și Mass-Media” în revista Jandarmeriei, Anul XV, nr.5 – 6, (319-320), 3 mai 2005, p.;8; nr.11 – 12, (325-326), 3 iunie 2005, p.;4; nr.13 – 14, (327-328), 15 iulie 2005, p.;8; nr.15 – 17, (329-331), 31 august 2005, p.;12; nr.18 – 19, (332-333), 26 septembrie 2005, p.;8;
- Alături de Dumitru Dănuț Drăgan a publicat: „Pașaportul electronic românesc – o realizare la nivel mondial” în revista Criminalistica, anul VIII, nr.1, februarie 2006, p.;21-30.
- Alături de Aurel Vasile Sime a publicat: „Dreptul la libera circulație în contextul globalizării” în  Globalizare și identitate națională, Simpozion, 18 mai 2006, București, Editura Ministrului Administrației și Internelor, p.;53-64 și Anexe color p.;295 - 317.
- „70 de ani de viață și 50 de ani de activitate în slujba legii – col. (r) prof. Vasile Lăpăduși” în revista Criminalistica, anul VIII, nr.5, octombrie 2006, p.;23-24.
- „Dactiloscopia în feudalismul românesc. Descoperiri senzaționale în fondurile mănăstirești”, în Analele Universității Spiru Haret, Seria Științe Juridice, Anul 5, 2007, p.;111-128.
- "Repere ale istoriei criminalisticii românești – fondatorii", în Revista de investigare a criminalității, (Asociația Internațională a Polițiștilor-Secția Română și  Centrul de Studii Postuniversitare  al M.I.R.A.), Editura Sitech, București, Anul I, nr. 1, 2008, p 16-29. 
Articolele și studiile publicate în cadrul unor manifestări științifice internaționale au fost următoarele:
- „Cooperarea internațională – cheia succesului în lupta antidrog”, Curs de pregătire antidrog organizat de Președinția Argentinei, Subsecretariatul de Stat Antidrog, Buenos Aires, 1994.
- „Drogurile – flagelul umanității la sfârșitul mileniului”,  Buenos Aires, 1994.
- “Pledoarie pentru cooperarea polițienească internațională și lupta contra efectelor dezastruoase ale consumurilor și traficului de droguri ” Blue Forces, Florida, SUA, 1996.
- „Psihocriminalistica – metode moderne de investigare a locului faptei”,  Întrunire organizată de “Fundația General D. Ceacanica” din Râmnicu Sărat, Buziaș, 1998.
- „Metodologia investigării criminalistice a furturilor din marile magazine. Cartoteci și colecții criminalistice de identificare a făptuitorilor după modus operandi”, Programul “Munca în poliție în Marea Britanie, Regulamente și Munca Operativă”, Comitatele Devon și Cornwall, martie 1999.
- „Tipologii moderne de elaborare a cursurilor de criminalistică”,  Academia de Poliție Indianapolis, Indiana, SUA, 2000.
- „Tehnici moderne de falsificare a operelor de artă”, Curs de perfecționare, Muzeul Luvru, Paris, 2000.
- „Furtul operelor de artă din colecțiile particulare românești prin substituirea originalelor cu piese falsificate”,  Conferința Națională a Muzeografilor din România, sub egida Ministerului Culturii și Cultelor, Sinaia, 2000.
- „Europolul versus crima organizată. Prezent și perspective ale combaterii criminalității în România”,  Conferința internațională a Interpol cu participare românească (Ministerul  Justiției și Ministerul de Interne), Haga, Olanda, 2000.
- „Migrația ilegală și traficul de ființe umane – subiecte de actualitate pentru legislația penală europeană”, Roma, 2000.
- „Cele șapte întrebări fundamentale ale investigării omorului” în “Realități și perspective în Criminalistică”,  Lucrările Simpozionului Internațional de Criminalistică, București, p.;33-50, 29 octombrie 2002.
- „Criminalistica și criminologia. Politici manageriale de prevenire și combatere a infracționalității”, Al 67-lea Curs Internațional de Criminologie, București, 2004.
- „Asociația Internațională a Polițiștilor – forță importantă în lupta contra crimei organizate”,  Brno, Cehia, 2004.
-„Reguli tactice privind pregătirea și efectuarea cercetării locului faptei ” – în “Investigarea criminalistică a locului faptei”, Lucrările Simpozionului Internațional de Criminalistică, București, 2004.
- „Rules for investigation the scene of crime. Romanian theory and practices”, în Research Institute of Police Science, decembrie 2004, Seul.
- „Frații Minovici, ctitori ai Criminalisticii românești” , în „Rolul și contribuția probelor criminalistice și medico-legale în stabilirea adevărului”, Editura Luceafărul, Lucrările Simpozionului Internațional de Criminalistică, 2005, p.;62-86.
- „Tehnici de identificare – de la intuiție la știință”,  Simpozionul Internațional de Criminalistică, București, octombrie 2005.
- „Views on the issues of education through distance learning”, Online Educa, Conference, Berlin, December 2005”
- „Pașaportul românesc – pașaport performant, cu elemente moderne de protecție și securizare”, Bundesdruckerei, Berlin, octombrie 2005.
- “Modern Views on the Issue of Complex Study trough Distance Learning”, Conferința Științifică Internațională “e-Learning și software educațional”, Universitatea Națională de Apărare “Carol I” București, 13-14 februarie 2006;
- “E-training pentru particularități ale investigării criminalistice a infracționalității penale informatice”, Conferința Științifică Internațională “e-Learning și software educațional”, Universitatea Națională de Apărare “Carol I” București, 13-14 februarie 2006;
- „Pașaportul electronic românesc”, Dublin, Irlanda, februarie 2006.
- “România și Noua Eră Digitală”,  Bruxelles, Belgia, martie 2006.
- „Pașaportul electronic românesc- un instrument de luptă împotriva acțiunilor terorismului internațional”, Simpozion Internațional organizat de Asociația Criminaliștilor din România, 23 – 24 octombrie 2006.
- „Începuturile criminalisticii românești” Asociația Detectivilor Particulari din România, Predeal, 27-28 iunie 2008.
- „Criminalistică și cooperare internațională”, Al IV-lea Congres Național, Asociația Internațională a Polițiștilor – Secția Română, Oradea, 3-7 septembrie 2008.
Bibliografie:.
1. ↑  CV Lazăr Cârjan, Curiculum vitae al domnului Lazăr Cârjan pe situl Universității Spiru Haret.